# Mangahao Lower No. 2 Reservoir
Das Mangahao Lower No. 2 Reservoir ist ein Stausee im Horowhenua District der Region Manawatū-Whanganui auf der Nordinsel von Neuseeland.

## Geographie
Der Stausee befindet sich in einem Tal der Tararua Range, rund 15 km östlich von Levin und rund 8 km südöstlich von Shannon entfernt. Der längliche See erstreckt sich über eine Länge von rund 1,9 km in südwestliche Richtung von der Staumauer aus gesehen, mit einem Bogen nach Südsüdosten im oberen Bereich des Sees. An seiner breitesten Stelle misst das Gewässer rund 100 m und kommt insgesamt auf einen Seeumfang von rund 2,8 km.
Der See ist von Shannon aus über die Mangahao Road zu erreichen, die aber ab der Mangahao Powerstation extrem kurvenreich und als Schotterstraße ausgeführt ist.
Gespeist wird das Mangahao Lower No. 2 Reservoir vom Mangahao River, der rund 2,4 Flusskilometer flussaufwärts das um 34 m höher liegende Mangahao Upper No. 1 Reservoir entwässert. Derselbe Fluss entwässert auch das Lower No. 2 Reservoir am östlichen Ende des Sees über den Überlauf an der Staumauer.

## Stromerzeugung
Der Stausee ist der zweite See innerhalb einer Kette von drei Stauseen, die allesamt zur Stromerzeugung dienen. Alle drei stehen über einen sogenannten Hydro Tunnel in Verbindung, über den das Wasser talwärts zur 4,5 km westnordwestlich liegenden Mangahao Powerstation transportiert wird.